# كنده هر (مقاطعة إسلام آباد غرب)
كنده‌هر (بالفارسية: کنده‌هر) هي قرية تقع في كرمانشاه في إيران. يقدر عدد سكانها بـ 1,399 نسمة .